# 天廪四
天廪四，即金牛座ο（ο Tau，ο Tauri）是一个位于金牛座的恒星，距离地球约212光年。
金牛座ο是一颗黄色G-型巨星，视星等为+3.61。